# Acrossocheilus iridescens
Acrossocheilus iridescens es una especie de peces de la familia de los
Cyprinidae en el orden de los Cypriniformes.

## Reproducción
Es ovíparo.

## Hábitat
Es un pez de agua dulce.

## Distribución geográfica
Se encuentra en Laos, Vietnam y Yunnan (China ).

## Observaciones
Es inofensivo para los humanos.